# Santa Maria de Rúbies
Santa Maria de Rúbies és una església del municipi de Camarasa (Noguera) inclosa a l'Inventari del Patrimoni Arquitectònic de Catalunya.
És situada al costat del castell de Rúbies, al poblet deshabitat de Rúbies, a l'extrem occidental de la graonada mitjana del Montsec de Rúbies. Hi ha una bona panoràmica sobre la vall d'Àger. S'hi va des de Vilanova de Meià prenent la carretera asfaltada L-913 del Pas Nou que mena a l'Hostal Roig. Als 3,6 km (42° 00′ 56″ N, 1° 01′ 44″ E / 42.015504°N,1.028940°E) s'agafa la pista de terra de l'esquerra (senyalitzada), que no es deixa fins a arribar a Rúbies un cop recorreguts 14 km més. Es passa molt a prop del Castell de Meià i de l'església de Mare de Déu del Puig de Meià.

## Història
Aquest església fou la parroquial del terme del castell de Rúbies; posteriorment perdé aquesta condició i fou transformada en sufragània, sense que es conegui de quina parròquia passà a dependre. Fins a la desamortització eclesiàstica estigué vinculada al priorat de Santa Maria de Meià.
Les primeres notícies d'aquest lloc són de l'any 1095, en què Ermengol, fill de Guitard Guillem de Meià, confirmà al monestir de Santa Maria de Meià les esglésies que posseïa el monestir com a dotació anterior feta l'any 1040; una de les esglésies era la de Rúbies amb les seves pertinences. L'any 1137 consta documentalment que el monestir tenia diversos drets al castell de Rúbies i en posseïa l'església. La condició de parròquia no està documentada, no figura en la visita que l'any 1315 feu el visitador del delegat de l'arquebisbe de Tarragona; segurament no la visità o bé ja havia perdut llavors la consideració de parròquia. Tanmateix, sembla que ho havia estat. A mitjan segle xvii, Roig i Jalpí (1524-1691) afirmava de l'església: «Nuestra Señora, en el Castillo de Rubies, antiguamente era parroquial».

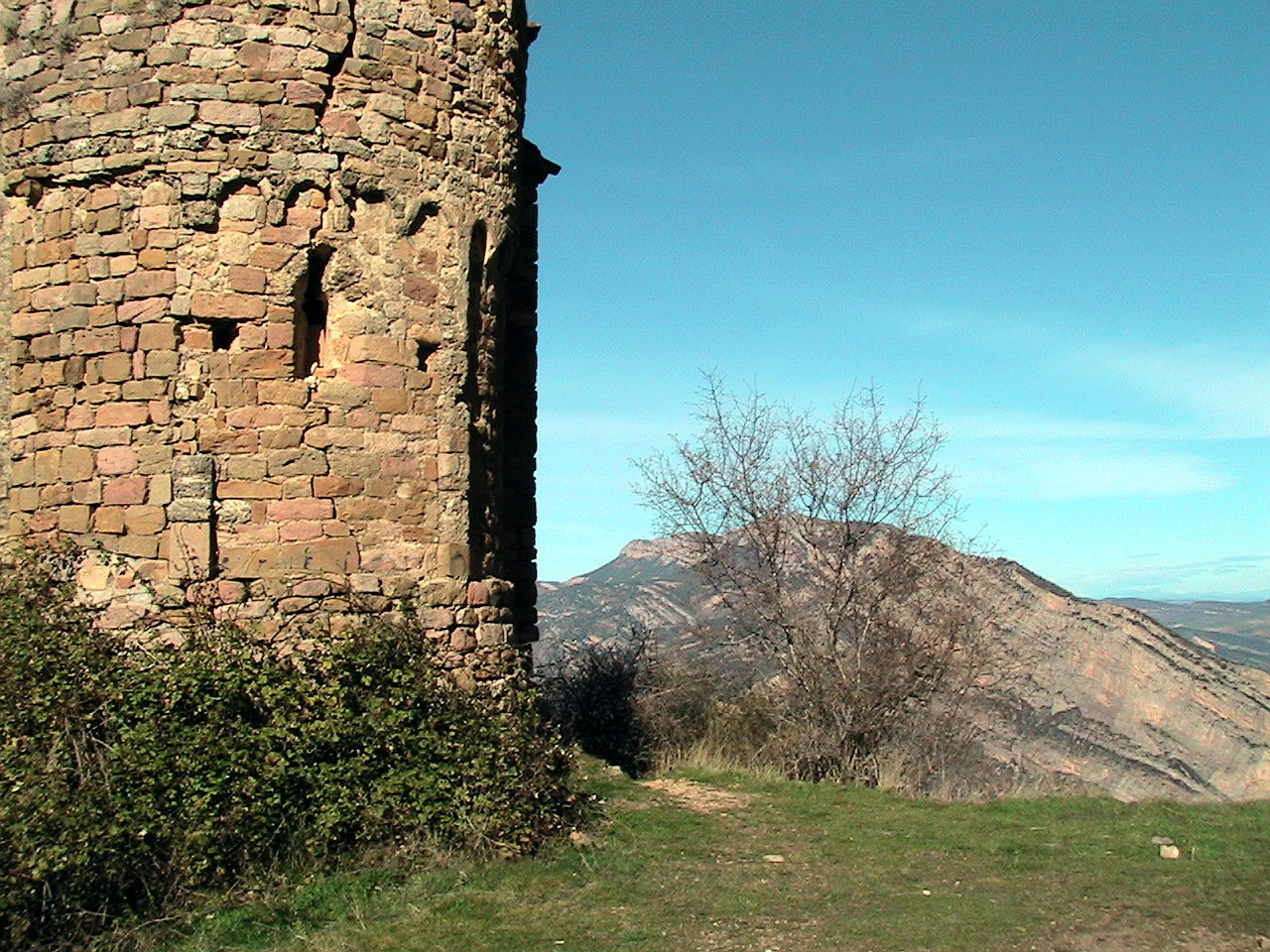
Santa Maria de Rúbies. Absis (abril 2008)

## Arquitectura
Edifici d'una sola nau, coberta amb volta de canó de perfil semicircular, reforçada per un arc toral i capçada a llevant per un absis semicircular precedit d'un arc presbiteral aixecat per tres graons del paviment de la nau. L'interior de l'edifici és totalment transformat per una decoracio de tipus barroc popular. Durant el període barroc també es degué construir el cor adossat a la façana de ponent, en la qual s'obrí un ull de bou; també es reformà la porta que deuria ocupar el mateix lloc que l'actual. Al centre de l'absis s'obre una finestra de doble esqueixada que correspon a l'obra original.
Les façanes no tenen cap mena d'ornamentació, llevat de l'absis, on es desenvolupen els clàssics motius d'arcuacions llombardes sota el ràfec en sèries de quatre entre lesenes. L'aparell és de carreuons, simplement escairats i disposats en filades uniformes i regulars, que, juntament amb la decoració absidal, palesen la seva adscripció a les formes de l'arquitectura llobarda de la plenitud del segle xi.